# 庆盛站 (地铁)
庆盛站是广州地铁4号线的高架车站，位于中国广东省广州市南沙区東涌鎮庆盛村，京珠高速的東側，毗邻广深港高铁庆盛站。車站于高鐵開通後的2013年才開始動工建設，2015年底建成後又因消防驗收問題未能即時開通，最后延至2017年12月28日随4号线南延段的通车一起同步启用。

## 车站结构

### 车站楼层
本站共有两层，附近为庆沙路、国铁慶盛站及庆盛交通枢纽，地面為主站廳和東邊的側站廳；地上二层为四号线月台及東邊的側站廳。
| 地上二层 | 側站廳             | 售票機、客服中心、安检设施、卫生间 通道來往国铁慶盛站 |  |  |
|          | 联络通道           | 連接側站廳和1號站台                                   |  |  |
|          | 侧式站台           |                                                       |  |  |
|          | 1 站台             | █4号线 黃村方向（下站：东涌）                         |  |  |
|          | 2 站台             | █4号线 南沙客运港方向（下站：黄阁汽车城）             |  |  |
|          | 侧式站台（母婴室） |                                                       |  |  |
| 地面     | 側站廳             | 售票機、客服中心、安检设施、卫生间 通道來往国铁慶盛站 |  |  |
|          | 联络通道           | 連接主站廳及側站廳                                    |  |  |
|          | 主站廳             | 售票機、客服中心、警务室 扶梯及樓梯來往2號站台        |  |  |

### 站廳
慶盛站設有兩個站廳。主站廳位於地面，4號線站台的正下方；側站廳有兩層，位於4號線站台的東側。因為需要避讓地下管線，側站廳離主站廳有一段距離，兩者以兩條連廊連接。連廊地面層連接主站廳和側站廳，一條劃入付費區，另一條劃入非付費區；在二層連接側站廳及黃村方向的1號站台，全部劃入付費區。
另外，本站設有售票機及客務中心等设施。本站设有两个卫生间，分别设于侧站厅地面层，以及地上二层，均位处非收费区。

### 站台

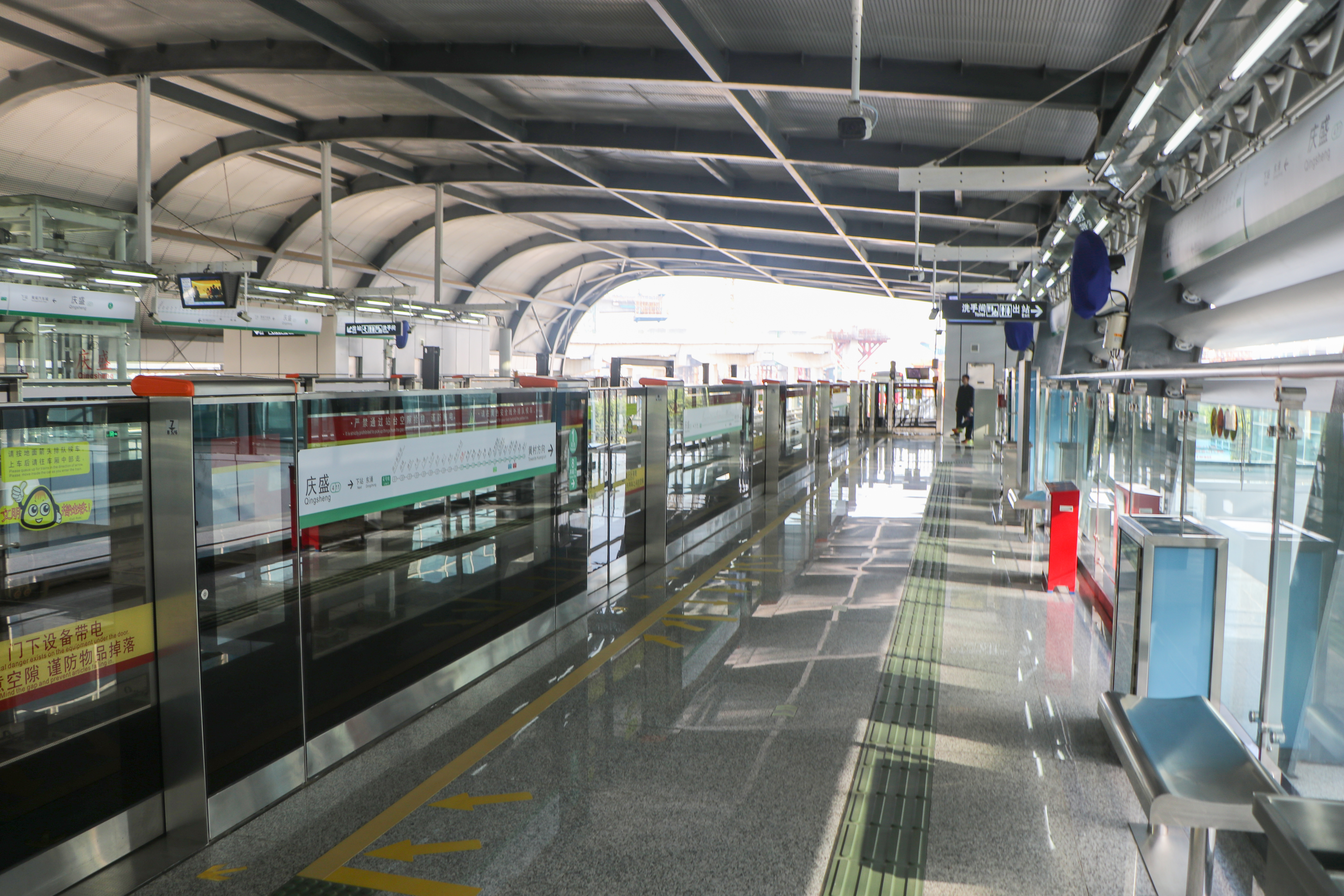
1号月台

本站设有两个侧式站台，位于京珠高速東側的上空。
由於本站設計較為特殊，南沙客運港方向的2號月台只設有扶梯及樓梯來往下方的主站廳；黃村方向的1號月台只設有連廊來往側站廳二層。因此如果要來往兩個方向的站台，要通過主站廳、側站廳及兩層連廊，比較迂迴。
此外，本站的2号站台中部设有箱型候车室，不过在后期改建为母婴室。

### 出入口
庆盛站设有4个出入口供乘客进出车站，目前开放3个出入口，全部位于侧站厅。
此外，侧站厅B出入口上方的地上二层同样设有出入口供乘客直接前往国铁庆盛站，不过该出入口未设置编号。
|                                 |                                  |      |            |                              |
| 編號                            | 设施                             | 照片 | 出口指示   | 建議前往的目的地             |
| 主站廳                          |                                  |      |            |                              |
| A                               | 同层                             |      | 庆沙路     | （暂未开通）                 |
| 侧站廳                          |                                  |      |            |                              |
| B                               | 同层                             |      | 庆盛火车站 |                              |
| C                               | 盲道标志 · 无障碍通道标志 · 同层 |      | 庆沙路     | 庆盛火车站、高铁庆盛公交总站 |
| D                               | 盲道标志 · 同层                  |      | 庆沙路     | 高铁庆盛公交车站             |
| 註： 設有 \| 設有 \| 設於同一層 |                                  |      |            |                              |

## 接驳交通
地铁站附近慶盛站是廣深港高速鐵路的車站，位於南沙區東涌鎮慶盛村，京珠高速的東側，鄰接本地鐵車站。同时车站附近设有高铁庆盛站巴士总站，方便市民乘坐巴士前往南沙区或番禺区各地。
| 国铁 - 庆盛站 巴士 \| 编号 \| 编号 \| 线路 \| 线路 \| 线路 \| 收费 \| 备注 \| \| -------------- \| ------- \| -------------------- \| -------- \| ------------------ \| ----- \| ------------------------------ \| \| \| 南沙14 \| 香港科技大学（广州） \| ⇆ \| 横沥地铁站公交总站 \| 2元 \| 20–30分/班 \| \| \| 南沙22 \| 高铁庆盛站 \| ⇆ \| 地铁东涌站 \| 2元 \| 20–30分/班 \| \| \| 南沙33 \| 榄核公交总站 \| ⇆ \| 南沙中心医院西门 \| 2–4元 \| 25分/班 \| \| \| 南沙48 \| 大岗公交总站 \| ⇆ \| 庆盛枢纽公交总站 \| 3元 \| 25–30分/班 \| \| \| 南沙55 \| 新兴村委 \| ⇆ \| 庆盛枢纽公交总站 \| 2元 \| 20–30分/班 \| \| \| 南沙57 \| 马克村 \| ⇆ \| 庆盛枢纽公交总站 \| 2元 \| 30–40分/班 \| \| \| 南沙G2 \| 蕉门公交总站 \| ⇆ \| 万顷沙公交总站 \| 2元 \| 30分/班 \| \| \| 南沙夜3 \| 庆盛枢纽公交总站 \| ⇆ \| 东涌湖公交总站 \| 3元 \| 南沙38路的夜班公交形式 50分/班 \| \| \| 番11 \| 大罗村（市广路） \| 全程 ⇆ \| 高铁庆盛站 \| 2–3元 \| 15–30分/班 \| \| 市桥汽车站西门 \| 番11 \| 短线 → \| 东涌名苑 \| \| 2–3元 \| 15–30分/班 \| |         |                      |          |                    |       |                                |
| 编号 | 编号    | 线路                 | 线路     | 线路               | 收费  | 备注                           |
| | 南沙14  | 香港科技大学（广州） | ⇆        | 横沥地铁站公交总站 | 2元   | 20–30分/班                     |
| | 南沙22  | 高铁庆盛站           | ⇆        | 地铁东涌站         | 2元   | 20–30分/班                     |
| | 南沙33  | 榄核公交总站         | ⇆        | 南沙中心医院西门   | 2–4元 | 25分/班                        |
| | 南沙48  | 大岗公交总站         | ⇆        | 庆盛枢纽公交总站   | 3元   | 25–30分/班                     |
| | 南沙55  | 新兴村委             | ⇆        | 庆盛枢纽公交总站   | 2元   | 20–30分/班                     |
| | 南沙57  | 马克村               | ⇆        | 庆盛枢纽公交总站   | 2元   | 30–40分/班                     |
| | 南沙G2  | 蕉门公交总站         | ⇆        | 万顷沙公交总站     | 2元   | 30分/班                        |
| | 南沙夜3 | 庆盛枢纽公交总站     | ⇆        | 东涌湖公交总站     | 3元   | 南沙38路的夜班公交形式 50分/班 |
| | 番11    | 大罗村（市广路）     | 全程 ⇆   | 高铁庆盛站         | 2–3元 | 15–30分/班                     |
| 市桥汽车站西门 | 番11    | 短线 →               | 东涌名苑 |                    | 2–3元 | 15–30分/班                     |

## 利用状况
本站邻近广深港高铁庆盛站，是目前南沙区唯一一座中国铁路车站，因此方便南沙区一带乘客利用庆盛站乘坐高铁来往虎门、深圳、香港等地。
但由于目前国铁庆盛站班次较为疏落，本站除停靠庆盛站的高铁列车班次会带来一定的进出站客流外，其余时间车站都会较为冷清。

## 历史
四號線建造時，在东涌站和黃閣汽車城站之間預留本站。建造時官方稱當時未有建站條件，故只作預留並方便日後增設這兩個車站。在預留車站的位置上僅設置有信號系統所需設備。
随着广深港高铁于2011年12月26日通车，地铁站于2013年4月開始動工興建，於2015年12月完工並通過運營驗收。本站原預計2015年12月底投入使用，但由於廣州地鐵方面稱車站地下的石油氣管道与车站距离太近，加上2015年8月发生了天津港爆炸事件，導致最後未能通過消防驗收，因此暂缓启用。儘管車站主體建築為避開地下石油氣管道，被設計成站台和站廳兩座建築主體，分別座落於石油氣管道兩側，建築主體之間以兩座天橋連接，但仍与车站距离过近。不過，旁邊的慶盛高鐵車站的站台卻是剛好跨越石油氣管道的。由于该站迟迟未开通，广州市民戏称其为「万年庆盛」、「有得睇冇得使」（有得看沒得用）。
随着石油气管道完成改道工程，本站在2017年12月23日通过消防验收，并与四号线南延段于2017年12月28日一同投入使用。
2021年6月5日，为配合南沙区政府的疫情防控措施和全员核酸检测工作，本站停止对外运营服务；后于当日晚些时候恢复运营，所有出入口调整为只出不入，直至6月7日首班车起恢复。

## 未來發展
本站所在区域未来将建成南沙北部的综合交通枢纽。22號線和33號線规划在本站与4号线換乘，车站附近亦将建设大型TOD项目。